# Cosmophasis fagei
Cosmophasis fagei är en spindelart som beskrevs av Roger de Lessert 1925. Cosmophasis fagei ingår i släktet Cosmophasis och familjen hoppspindlar. Inga underarter finns listade i Catalogue of Life.